# L'Univers des prédateurs
L'Univers des prédateurs (Built for the kill) est une série documentaire animalière diffusée sur National Geographic Channel et sur France 5.

## Épisodes
- Les déserts
- Les récifs coralliens
- Les forêts
- Les marécages
- Les océans
- Le monde miniature
- Le froid extrême
- Les bois et les côtes
- Ruses et camouflage
- Les îles
- La nuit
- Les rivières
- Les pièges
- Les traques
- Les poisons
- Griffes pinces et serres
- La meute
- La vitesse
- Redoutables mâchoires
- Entre chiens et loups
- Les félins
- Les oiseaux de proie
- Les serpents
- Les requins

## Fiche technique
- Auteur : Pete Venn
- Musique : Alex Stoloff
- Narrateur : Matthew Morgan (version originale)
- Année de production : 2001-2004
- Sociétés de production : National Geographic Channels International, Granada Wild